# Netwerk Rechtvaardigheid en Vrede
Netwerk Rechtvaardigheid en Vrede (NRV) is een samenwerkingsverband tussen katholieke liefdadigheidsorganisaties instanties in Vlaanderen en Brussel. Het netwerk stelt zich ten doel om de communicatie, de samenwerking en de coördinatie tussen de verschillende organisaties te bevorderen.

## Historiek
In 1967 lanceerde de Belgische Bisschoppenconferentie in navolging van de encycliek Populorum Progressio de Commissie Justitia et Pax. In 1974  werd deze tweetalige commissie gesplitst en het Nederlandstalige deel hernoemd tot Kommissie Rechtvaardigheid en Vrede als koepel voor christelijk geïnspireerde solidariteitsorganisaties in Vlaanderen. Sinds 1980 is de Kommissie erkend als niet-gouvernementele organisatie. Dankrij de steun van leden, het Belgisch Ministerie van Ontwikkelingssamenwerking en de bisschoppenconferentie kwam er een permanent secretariaat met educatiedienst.
Eind jaren 70 werd het Netwerk Caritas Solidariteit vzw (NCS) opgericht met Broederlijk Delen, Caritas International, Caritas Gemeenschapsdienst (later Caritas Present), Caritas Hulpbetoon (later Caritas Vlaanderen), Missio, Kerkwerk Multicultureel Samenleven (KMS, nu Orbit vzw), Pax Christi Vlaanderen en Welzijnszorg (en later ook Welzijnsschakels). De Commissie Rechtvaardigheid en Vrede nam het secretariaat op zich nam en geleidelijk aan ook de taken van het netwerk. In 2004 werden de satuten van NCS gewijzigd tot Netwerk Rechtvaardigheid en Vrede vzw.

## Leden
De leden van NRV zijn Broederlijk Delen, Caritas International, Caritas Vlaanderen, Missio, ORBIT, Pax Christi Vlaanderen, Present, Studio Globo, Welzijnsschakels en Welzijnszorg.

## Voorzitter
- 2005-2011: Jef Felix
- 2011-2017: priester Marcel Cloet
- 2017-2018: vicaris Luk De Geest
- 2019-heden: professor Johan Verstraeten

## Coördinator
- 2012-2018: Pieter Vandecasteele
- 2019-heden: Staf Peeters[2]